# Parvarchaeota
Parvarchaeota (oder Candidatus Parvarchaeota, früher ARMAN-4) ist ein Phylum (Stamm) von Archaeen, der zur Gruppe der DPANN-Archaea gehört.
Vertreter dieses Phylums wurden in sauren Minenabwässern und später auch in Meeressedimenten entdeckt.
Die Zellen dieser Organismen sind extrem klein und haben auch entsprechend kleine Genome.
Metagenomische Techniken ermöglichen die Gewinnung von DNA-Genomsequenzen aus nicht kultivierten Organismen, die zur Bestimmung dieses Phylums verwendet wurden.
Die (inoffizielle)  Typusart ist Candidatus Parvarchaeum acidiphilum. Die Zellen dieser Spezies sind nur etwa 400–500 nm groß und haben ein reduziertes Genom, das aus etwa 1000 Genen bestehen. Ähnlich große Archaeen, die ebenfalls in derart sauren Umgebung gefunden wurden, gehören zur Gattung Candidatus Micrarcheum aus dem Phylum Micrarchaeota (ebenfalls ein DPANN-Mitglied).
Die Frage, ob DPANN eine phylogenetische Verwandtschaftsgruppe (Klade), oder nur informell eine Reihe im Stammbaum der Archaeen basal stehender Gruppen darstellt, ist derzeit (Stand Ende 2021) noch umstritten.
Den phylogenetischen Stammbäumen zufolge könnten die Parvarchaeota entweder zu einer Klade DPANN (als einem Taxon) gehören,
oder für sich selbst eine Schwestergruppe von Thermoplasmata innerhalb des Superphylums der Euryarchaeota sein;
es wurde aber auch vorgeschlagen, dass alle DPANN-Archaea phylogenetisch zu den Euryarchaeota gehören.

## Etymologie
Die Bezeichnung ‚Parvarchaeota‘ leitet sich ab von lateinisch parvum ‚klein‘, der Mittelteil verweist auf eine Archaeengruppe, das Suffix ‚-ota‘ ist für Phyla (Stämme) reserviert. ‚Parvarchaeota‘  meint also ein Phylum kleiner Archaeen.

## Systematik
Die gegenwärtig akzeptierte Taxonomie basiert im Wesentlichen auf folgenden Quellen:
- L – List of Prokaryotic Names with Standing in Nomenclature (LPSN)[4]
- N – National Center for Biotechnology Information (NCBI, Taxonomy Browser),[5]

Diese Taxonomie wurde ergänzt nach Anna-Louise Reysenbach et al. (2020).
Phylum „Parvarchaeota“ Rinke et al. 2013 (L,N)
- Klasse „Parvarchaeia“[1]
  - Ordnung „Parvarchaeales“[1]
    - Familie „Acidifodinimicrobiaceae“ Luo et al. 2020 (N)
      - Gattung „Candidatus Acidifodinimicrobium“ Luo et al. 2020 (N)
        - Spezies „Ca. A. mancum“ Luo et al. 2020 (N)

    - Familie „Parvarchaeaceae“[1]
      - Gattung „Candidatus Parvarchaeum“ Baker et al. 2010 (L,N) – Typus (inoffiziell)
        - Spezies „Ca. P. acidiphilum“ Baker et al. 2010 (L)
        - Spezies „Ca. P. paracidiphilum“ corrig. Baker et al. 2010 (L) mit Schreibvariante „Ca. P. acidophilus“ Baker et al. 2010 (L,N)
- nicht weiter klassifizierte Parvarchaeota[12] (N)